# Mats Böllner
Mats Böllner, född 6 april 1943, är en svensk tecknare med utbildning från Famous Artists School 1968–71. Under åren 1974–88 hade han egen reklambyrå varefter han fram till millennieskiftet arbetade som lärare i reklam och grafisk formgivning. Mats Böllner är numer frilansillustratör med främstadels motiv av satiriskt slag, publicerad i dagspress och i bokform.

## Mats Böllner på satirarkivet.se
- Satirverket